# Christophe Pélissier
Christophe Pélissier (nascut el 5 d'octubre de 1965 a Revel, França) és un exfutbolista i posteriorment entrenador de futbol francès.

## Trajectòria com a jugador
En la seva etapa com a futbolista, Pélissier era migcampista. Va debutar com a professional a l'equip de la seva ciutat, el US Revel, el 1983. El 1990, va anar a l'AS Muret, on va jugar durant 5 temporades. Després d'un any en les files del FA Carcassone, va tornar a l'US Revel el 1996, on es va retirar.

## Trajectòria com a entrenador
Després de retirar-se com a futbolista, va començar la seva carrera com a entrenador, també a l'US Revel. Després de 6 temporades al club, es va incorporar a l'AS Muret. A l'any següent, va signar pel Luzenac AP, al que va ascendir al Championnat National el 2009 i a la Ligue 2 el 2014. No obstant això, es va desvincular de l'entitat per problemes extraesportius que el van fer descendir de categoria.
La seva següent destinació va ser l'Amiens SC, al qual també va ascendir a la Ligue 2 el 2016, i a l'any següent, va aconseguir un fet inèdit en la història de l'entitat: obtenir el subcampionat de la categoria de plata, i en conseqüència, ascendir a la Ligue 1.
El 2019, després d'aconseguir la permanència de l'Amiens a l'elit per segon any consecutiu, no va renovar el seu contracte amb el club i va decidir fitxar pel FC Lorient, amb el qual va ascendir a la Ligue 1 el 2020.